# Gilbert Wenzler
Gilbert Wenzler est un chef cuisinier né à Mulhouse en 1952 et auteur de littérature culinaire française. Il a écrit plusieurs dizaines de livres de cuisine publiés chez divers éditeurs. Le répertoire culinaire, qui compte près de Quarante-mille recettes, est son œuvre principale. Cet ouvrage a obtenu le grand prix littéraire de l'Académie Nationale de Cuisine dans la catégorie livres professionnels et enseignement. Son livre Recettes enfantines et contes gourmands a été récompensé en 2010 par un prix littéraire : le grand prix de l'Académie Nationale de Cuisine dans la catégorie cuisine éducative pour enfants..